# Avelino Corma
Avel·lí (ou Avelino) Corma Canós (Moncofa, 15 de dezembro de 1951) é um químico espanhol, conhecido por seu trabalho sobre catálise heterogênea.
Bacharel em química pela Universidade de Valência (1967-1973), obteve um doutorado em química na Universidade Complutense de Madrid em 1976. Em 1979 começou a trabalhar como pesquisador no Conselho Superior de Investigações Científicas, tornando-se em 1987 professor pleno. Realizou pesquisas sobre catálise heterogênea na academia e em colaboração com empresas. Trabalhou sobre aspectos fundamentais da catálise de bases ácidas e redox, com o propósito de entender a natureza dos sítios ativos e mecanismos de reação. Com estas bases desenvolveu catalisadores que estão sendo usados comercialmente em diversos processos industriais.
Publicou mais de 1000 artigos e detém mais de 100 patentes.
Foi eleito membro estrangeiro da Royal Society em 2012.